# Surville, Eure

Surville este o comună în departamentul Eure, Franța. În 1 ianuarie 2022 avea o populație de 854 de locuitori.